# Communauté de communes du Pays de Maurs
Die Communauté de communes du Pays de Maurs ist ein ehemaliger französischer Gemeindeverband in der Rechtsform einer Communauté de communes im Département Cantal in der Region Auvergne-Rhône-Alpes. Der Verwaltungssitz war im Ort Maurs.

## Historische Entwicklung
Mit Wirkung vom 1. Januar 2017 fusionierte der Gemeindeverband mit  
- Communauté de communes Entre 2 Lacs,
- Communauté de communes Cère et Rance en Châtaigneraie sowie
- Communauté de communes du Pays de Montsalvy

und bildete so die Nachfolgeorganisation Communauté de communes de la Châtaigneraie Cantalienne.

## Ehemalige Mitgliedsgemeinden
Der Communauté de communes du Pays de Maurs gehörten 13 der neunzehn Gemeinden des Kantons Maurs an. Die Mitgliedsgemeinden waren:
1. Boisset
2. Le Trioulou
3. Leynhac
4. Maurs
5. Montmurat
6. Mourjou
7. Quézac
8. Rouziers
9. Saint-Antoine
10. Saint-Constant-Fournoulès
11. Saint-Étienne-de-Maurs
12. Saint-Julien-de-Toursac
13. Saint-Santin-de-Maurs